# Auxa paragibbicollis
Auxa paragibbicollis là một loài bọ cánh cứng trong họ Cerambycidae.